# Хімена (Хаен)
Хімена (ісп. Jimena) — муніципалітет в Іспанії, у складі автономної спільноти Андалусія, у провінції Хаен. Населення — 1435 осіб (2010).
Муніципалітет розташований на відстані близько 290 км на південь від Мадрида, 29 км на схід від Хаена.
На території муніципалітету розташовані такі населені пункти: (дані про населення за 2010 рік)
- Канава: 22 особи
- Канілес: 1 особа
- Кастільйо-де-Ресена: 0 осіб
- Хімена: 1412 осіб

## Демографія
Динаміка населення (INE ):

## Галерея зображень

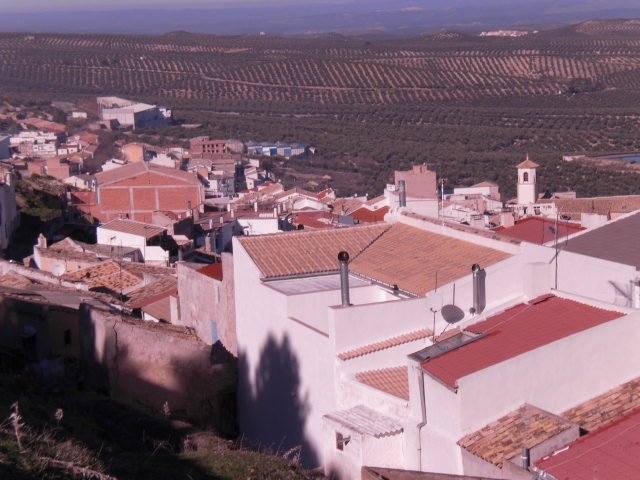
Хімена
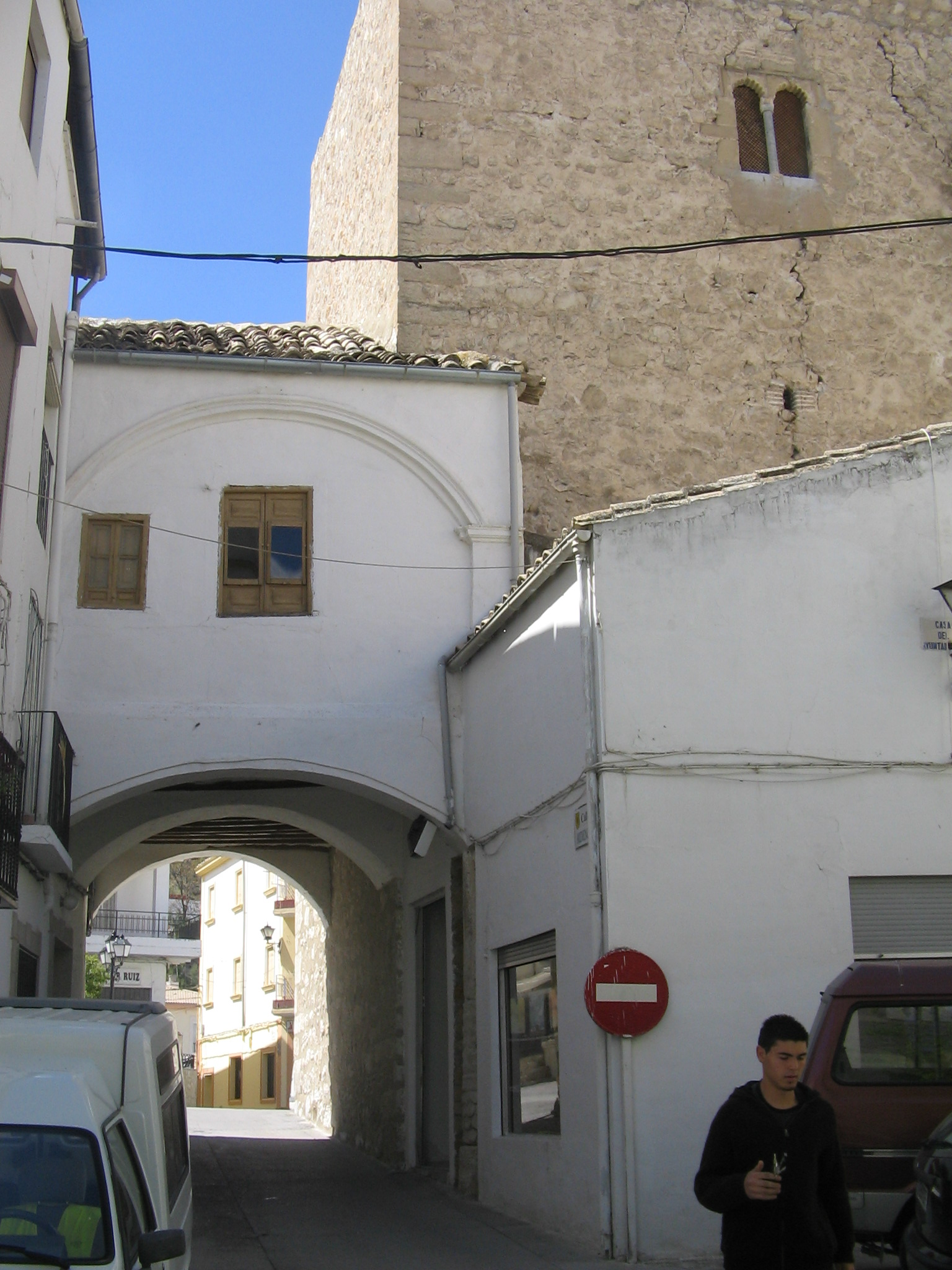
Вежа арабського муру